# Moussa Wagué
Moussa Wagué, né le 4 octobre 1998 à Bignona au Sénégal, est un footballeur international sénégalais. Il évolue au poste d'arrière droit au Panserraikos.

## Biographie

### En club
Moussa Wagué s'engage avec le KAS Eupen en novembre 2016, en provenance de l'Académie Aspire.
Le 3 août 2018, il rejoint le FC Barcelone B.
Ernesto Valverde convoqué pour la première fois en équipe A le 10 janvier 2019 contre Levante.
Le 13 avril 2019, il débute en équipe première du FC Barcelone contre Huesca, lors de la 32e journée de championnat (0-0).
En juillet 2019, Moussa Wagué est promu en équipe première.
Le 31 janvier 2020, il s’engage avec l’OGC Nice sous la forme d’un prêt avec option d’achat.
Le 1er août 2020, il revient au FC Barcelone.
Le 21 septembre 2020, il est prêté au PAOK Salonique.
Le 31 décembre 2020, il revient au FC Barcelone.

### En équipe nationale
Avec les moins de 20 ans, il participe à la Coupe d'Afrique des nations junior 2015 organisée dans son pays natal. Le Sénégal atteint la finale de cette compétition, en étant battu par le Nigeria. Cette performance lui permet de participer dans la foulée à la Coupe du monde des moins de 20 ans organisée en Nouvelle-Zélande. Lors du mondial junior, il est titulaire et joue sept matchs. Le Sénégal se classe quatrième du mondial.
En décembre 2015, il dispute la Coupe d'Afrique des nations des moins de 23 ans qui se déroule dans son pays natal. Le Sénégal se classe quatrième de la compétition.
Il joue son premier match en équipe du Sénégal le 23 mars 2017, en amical contre le Nigeria (score : 1-1).
Il participe au premier match du Sénégal lors de la Coupe du monde de football de 2018, lors de la victoire 2 buts à 1 contre la Pologne (buts d'Idrissa Gueye et de M'Baye Niang pour le Sénégal contre un but de Grzegorz Krychowiak pour la Pologne).
Le 24 juin 2018, face au Japon il inscrit son premier but en sélection avec le Sénégal, leur permettant de mener 2-1 (score final 2-2).
En 2019, il est finaliste de la Coupe d'Afrique des nations.

## Statistiques
| Saison                | Club                  | Championnat           | Championnat | Championnat | Championnat | Coupe(s) nationale(s) | Coupe(s) nationale(s) | Coupe(s) nationale(s) | Supercoupe | Supercoupe | Supercoupe | Compétition(s) continentale(s) | Compétition(s) continentale(s) | Compétition(s) continentale(s) | Compétition(s) continentale(s) | Total | Total | Total |
| Saison                | Club                  | Division              | M.          | B.          | P.d.        | M.                    | B.                    | P.d.                  | M.         | B.         | P.d.       | Comp.                          | M.                             | B.                             | P.d.                           | M.    | B.    | P.d.  |
| 2016-2017             | KAS Eupen             | Division 1A           | 14          | 1           | 0           | 1                     | 0                     | 0                     | -          | -          | -          | -                              | -                              | -                              | -                              | 15    | 1     | 0     |
| 2017-2018             | KAS Eupen             | Division 1A           | 26          | 0           | 3           | 2                     | 0                     | 1                     | -          | -          | -          | -                              | -                              | -                              | -                              | 28    | 0     | 4     |
| Sous-total            | Sous-total            | Sous-total            | 40          | 1           | 3           | 3                     | 0                     | 1                     | 0          | 0          | 0          | -                              | 0                              | 0                              | 0                              | 43    | 1     | 4     |
| 2018-2019             | FC Barcelone B        | Segunda División B    | 20          | 2           | 3           | -                     | -                     | -                     | -          | -          | -          | -                              | -                              | -                              | -                              | 20    | 2     | 3     |
| Sous-total            | Sous-total            | Sous-total            | 20          | 2           | 3           | 0                     | 0                     | 0                     | 0          | 0          | 0          | -                              | 0                              | 0                              | 0                              | 20    | 2     | 3     |
| 2018-2019             | FC Barcelone          | Liga                  | 3           | 0           | 0           | -                     | -                     | -                     | -          | -          | -          | C1                             | -                              | -                              | -                              | 3     | 0     | 0     |
| 2019-2020             | FC Barcelone          | Liga                  | 1           | 0           | 0           | -                     | -                     | -                     | -          | -          | -          | C1                             | 2                              | 0                              | 0                              | 3     | 0     | 0     |
| 2020-2021             | FC Barcelone          | Liga                  | 0           | 0           | 0           | -                     | -                     | -                     | -          | -          | -          | C1                             | 0                              | 0                              | 0                              | 0     | 0     | 0     |
| Sous-total            | Sous-total            | Sous-total            | 4           | 0           | 0           | 0                     | 0                     | 0                     | 0          | 0          | 0          | -                              | 2                              | 0                              | 0                              | 6     | 0     | 0     |
| 2019-2020             | OGC Nice (prêt)       | Ligue 1               | 5           | 0           | 2           | -                     | -                     | -                     | -          | -          | -          | -                              | -                              | -                              | -                              | 5     | 0     | 2     |
| 2020-2021             | PAOK Salonique (prêt) | Super League          | 12          | 0           | 1           | -                     | -                     | -                     | -          | -          | -          | C1+C3                          | 1+4                            | 0+0                            | 0+0                            | 17    | 0     | 1     |
| Sous-total            | Sous-total            | Sous-total            | 12          | 0           | 3           | 0                     | 0                     | 0                     | 0          | 0          | 0          | -                              | 5                              | 0                              | 0                              | 17    | 0     | 3     |
| Total sur la carrière | Total sur la carrière | Total sur la carrière | 76          | 3           | 9           | 3                     | 0                     | 1                     | 0          | 0          | 0          | -                              | 7                              | 0                              | 0                              | 86    | 3     | 10    |

## Palmarès

### En club
FC Barcelone
- Champion d'Espagne en 2019

### En sélection
| Sénégal -20 ans - Finaliste de la Coupe d'Afrique des nations en 2015 | Sénégal - Finaliste de la Coupe d'Afrique des nations en 2019 |

### Distinction
élu meilleur latéral droit du Championnat de Chypre de football  de la saison 2023
Équipe type du Championnat de Chypre de football de la saison 2023